# Synagoga v Prostiboři
Bývalá synagoga v Prostiboři, jejíž zbytek je dochován ve dvoře bývalého židovského domu č.p. 61 jihovýchodně od obecního úřadu na návsi v Prostiboři, pochází z poloviny 19. století.
V patře je dochováno zazděné torzo originálního okna a zbytky původní modré výmalby. Hřbitov katolíků i Židů je uváděn jako ŽH Telice.